# Население Зимбабве
Примерно с XII века на территории Зимбабве существовали государства Большого Зимбабве и Мономотапа. Население которых составляло более миллиона человек.
По данным переписи 1921 года численность населения Родезии (Зимбабве и Замбия) оценивалась в 8 991 870 человек. Расовый состав: европейцы — 3,74 %, туземцы — 95,90 %, цветные — 0,22 %, азиаты — 0,14 %.
По данным переписи 1926 года численность населения Родезии оценивалась в 9 766 850 человек. Расовый состав: европейцы — 4,01 %, туземцы — 95,62 %, цветные — 0,22 %, азиаты — 0,15 %.
В июле 2009 года численность населения Зимбабве оценивалась в 11,4 млн, однако эта оценка может быть не точной из-за высокого уровня заражённости вирусом иммунодефицита (ВИЧ) — по оценке ООН 2007 года 15,3 % взрослого населения (6-е место в мире по уровню заражённости).
Годовой прирост — 1,5 % (без учёта потока эмиграции в ЮАР и Ботсвану).
Рождаемость — 31,5 на 1000 (Суммарный коэффициент рождаемости — 3,7 рождений на женщину).
Смертность — 16,2 на 1000.
Средняя продолжительность жизни — 46 лет у мужчин, 45 лет у женщин (213-е место в мире).
Национально-расовый состав населения:
- африканцы — 98 % (шона — 82 %, ндебеле — 14 %, другие — 2 %);
- мулаты и азиаты — 1 %;
- белые — менее 1 %.

Зимбабвиец - англ. Zimbabwean (а также зимбабвийский)

## Религия
Согласно данным государственного исследования, большинство населения Зимбабве — христиане (85%). В это число включены прихожане афро-христианских синкретических верований и сект (33% населения). Крупнейшей христианской конфессией являются пятидесятники — 17% населения. Остальные протестантские церкви объединяют 16% жителей страны, католиков — 10%. Прочие христианские группы (парахристианские, православные) насчитывают 8% населения. Значительное число (12%) жителей страны не религиозны. Традиционных африканских верований придерживаются 3% жителей, мусульмане и прочие религии составляют ок. 1% населения.
Крупнейшими церковными союзами в стране являются Зимбабвийские Ассамблеи Бога в Африке (1,6 млн.), Католическая церковь (1,2 млн), Адвентисты седьмого дня (482 тыс.), англикане (320 тыс.), Церкви Христа (225 тыс.), Методистская церковь Зимбабве (120 тыс.), Баптистская конвенция (110 тыс.), Армия Спасения (110 тыс.), Ассамблеи Бога (100 тыс.).

## Население Зимбабве
| Год            | Население                  |
| -------------- | -------------------------- |
| 1              | 250 000                    |
| 500            | 500 000                    |
| 1000           | 1 000 000                  |
| 1900           | 2 700 000                  |
| 1926           | 9 766 850 (включая Замбию) |
| 1950           | 2 744 000                  |
| 1960           | 3 741 000                  |
| 1970           | 5 216 000                  |
| 1980           | 7 126 000                  |
| 1990           | 9 947 000                  |
| 2000           | 11 342 500                 |
| 2010           | 12 595 600                 |
| 2050 (прогноз) | 17 608 000                 |
| 2100 (прогноз) | 43 157 000                 |

## 5 крупнейших городов (2010)
1. Хараре — 1 726 000
2. Булавайо — 749 000
3. Читунгвиза — 357 000
4. Мутаре — 185 000
5. Гверу — 142 000